# Saepo
Saepo era un municipio romano citado por Plinio el Viejo dentro del convento jurídico hispalense de la región céltica, situada en el entorno del Cerro de la Botinera entre Algodonales y Olvera. A menudo se ha confundido con la ciudad de Vsaepo del convento jurídico gaditano, que se encontraba en la dehesa de La Fantasía, en el límite del término municipal de Jerez de la Frontera con Cortes de la Frontera, y se conservan aún restos de edificios monumentales.